# トキハわさだ店
トキハわさだ店（ときわわさだてん）は、大分県大分市玉沢にある地場百貨店トキハの郊外型店舗である。

## 概要
2000年（平成12年）12月2日に開店したトキハ初の郊外型店舗である。トキハ・グループが大分市南部の新興住宅地である稙田地区に開発したトキハわさだタウンにおいて、トキハインダストリー（スーパーマーケット業態のグループ企業）のわさだタウンスーパーマーケットとともに核店舗となっている。
- 年間売上高：104億5800万円（2013年度）
- 売場面積：64,505m2（兼業面積を含んだ売場面積は100,464m2）
- 階数：地上3階